# Пилипченский сельский совет
Пилипченский сельский совет (укр. Пилипченська сільська рада) — входит в состав
Борщёвского района
Тернопольской области
Украины.
Административный центр сельского совета находится в 
с. Пилипче.

## Населённые пункты совета
- с. Пилипче